# Przekrój czynny
Przekrój czynny – wielkość fizyczna stosowana w statystycznym opisie zderzeń cząstek bądź obiektów. Określa prawdopodobieństwo zajścia zderzenia, a zdefiniowana jest jako pole powierzchni, mierzone na płaszczyźnie prostopadłej do kierunku ruchu pocisku, w które musi on trafiać, by doszło do zderzenia.
Pojęcie przekroju czynnego może być stosowane w statystycznej analizie każdego typu zderzeń, jest jednak rzadko stosowane do opisu zderzeń obiektów makroskopowych. Głównymi użytkownikami pojęcia przekroju czynnego są fizyka jądrowa i fizyka cząstek elementarnych. Jest tak, ponieważ w zderzeniach obiektów mikroskopowych nie jesteśmy z zasady w stanie określić precyzyjnie toru pocisku ani położenia tarczy, możemy więc operować jedynie prawdopodobieństwem zderzenia.
Przekrój czynny jest zwykle oznaczany grecką literą σ (mała sigma).

## Całkowity przekrój czynny
Opis wielkości zwanej całkowitym przekrojem czynnym wygląda następująco: wyobraźmy sobie płaszczyznę umieszczoną w bardzo dużej odległości od tarczy. Z różnych punktów tej płaszczyzny wystrzeliwujemy, prostopadle do niej, cząstki-pociski, wszystkie z tą samą prędkością początkową. Przekrojem czynnym nazywamy pole powierzchni tej części płaszczyzny, z której wystrzelone cząstki zderzyły się z tarczą.
Dla zderzeń obiektów makroskopowych, nie oddziaływających ze sobą poza momentem zderzenia, tak zdefiniowany przekrój czynny jest polem powierzchni rzutu tarczy na płaszczyznę prostopadłą do kierunku ruchu pocisków. Przekrój czynny może być jednak w pewnych sytuacjach znacznie większy niż pole powierzchni rzutu, a dzieje się tak wtedy, gdy pomiędzy pociskiem a tarczą istnieje oddziaływanie długozasięgowe.

### Przykład
Niech pociskiem będzie kula o promieniu {\displaystyle r_{1},} zaś tarczą spoczywająca kula o promieniu {\displaystyle r_{2}.} Zakładamy, że kule nie oddziałują ze sobą poza momentem zetknięcia. W tej sytuacji do zderzenia dojdzie, jeżeli środki kul znajdą się w pewnym momencie w odległości od siebie nie większej, niż suma ich promieni. Ponieważ kula-pocisk, wobec braku oddziaływania, porusza się do momentu zderzenia ruchem prostoliniowym, zderzenie nastąpi, jeżeli jej środek jest, w rzucie na płaszczyznę prostopadłą do kierunku ruchu, oddalony o mniej niż sumę promieni od środka tarczy. Zderzenie nastąpi więc, jeżeli w momencie wystrzelenia środek kuli-pocisku będzie znajdował się wewnątrz koła o promieniu {\displaystyle r_{1}+r_{2}.} Przekrój czynny jest równy polu powierzchni tego koła i wynosi
{\displaystyle \sigma =\pi \left(r_{1}+r_{2}\right)^{2}.}

### Przekrój czynny a prawdopodobieństwo zderzenia
Mając dany przekrój czynny możemy wyliczyć prawdopodobieństwo rozproszenia. Dla pojedynczej cząstki padającej na tarczę wynosi ono
{\displaystyle P={\frac {n\sigma }{S}}=\rho \sigma d}
gdzie:
{\displaystyle n} – liczba centrów rozpraszających w tarczy,
{\displaystyle S} – powierzchnia tarczy,
{\displaystyle \rho } – gęstość centrów rozpraszania (liczba centrów na jednostkę objętości),
{\displaystyle d} – grubość tarczy.
Wzór ten jest poprawny tylko przy założeniu „cienkiej” tarczy, tzn. takiej, w której możemy zaniedbać wzajemne przesłanianie się centrów rozpraszania.

## Przekrój czynny na określony proces
W sytuacjach, gdy efekty zderzenia mogą być różne (na przykład w zderzeniu cząstek elementarnych mogą, ale nie muszą powstać nowe cząstki) możemy używać pojęcia przekroju czynnego na określony proces. Definiuje się ono tak samo, jak całkowity przekrój czynny, z tą różnicą, że uwzględniamy wyłącznie zderzenia, w wyniku których zaszedł ten właśnie proces. Przykłady kilku często używanych przekrojów czynnych:
- elastyczny przekrój czynny – przekrój czynny na zderzenie sprężyste (elastyczne),
- nieelastyczny przekrój czynny – przekrój czynny na zderzenie niesprężyste. Suma przekrojów czynnych elastycznego i nieelastycznego jest całkowitym przekrojem czynnym, ponieważ każde zderzenie jest albo sprężyste, albo niesprężyste,
- przekrój czynny na pochłonięcie – używany w fizyce jądrowej, przekrój czynny na to, że padająca cząstka (np. neutron) zostanie pochłonięta przez jądro tarczy,
- przekrój czynny na produkcję określonej cząstki – przekrój czynny na zderzenie nieelastyczne, w wyniku którego wyprodukowana zostanie owa cząstka, np. przekrój czynny na produkcję pionu w zderzeniu proton-proton.

Przekroje czynne mogą zależeć (i na ogół zależą) od energii cząstki padającej.

## Różniczkowy przekrój czynny

Kąty rozproszenia w definicji różniczkowego przekroju czynnego

Jest to wielkość opisująca rozkład kątowy produktów zderzenia. Jest on więc, w odróżnieniu od przekroju całkowitego, funkcją zmiennych opisujących stan końcowy. Różniczkowy przekrój czynny dσ/dΩ (θ,φ) zdefiniowany jest jako przekrój czynny na zderzenie w wyniku którego rozproszona cząstka porusza się w małym stożku o kącie bryłowym dΩ wokół kierunku opisywanego kątami θ i φ. Definicję kątów rozproszenia przedstawia rysunek.
Często spotykamy się z sytuacją, w której interesujący jest tylko kąt rozproszenia θ. Odpowiedni różniczkowy przekrój czynny dσ/dθ jest zdefiniowany jako przekrój czynny na zderzenie, w wyniku którego cząstka rozproszona porusza się pod kątem θ względem początkowego kierunku lotu. Pomiędzy dσ/dΩ a dσ/dθ zachodzi związek:
{\displaystyle {\frac {\mathrm {d} \sigma }{\mathrm {d} \theta }}=\sin \theta \,\int \limits _{0}^{2\pi }\left({\frac {\mathrm {d} \sigma }{\mathrm {d} \Omega }}\right)\mathrm {d} \varphi }
lub, jeżeli rozkład jest symetryczny wokół kierunku lotu cząstki przed zderzeniem (dσ/dΩ nie zależy od φ):
{\displaystyle {\frac {\mathrm {d} \sigma }{\mathrm {d} \theta }}=2\pi {\frac {\mathrm {d} \sigma }{\mathrm {d} \Omega }}\sin \theta .}
Niekiedy w opisie zderzeń nieelastycznych używany bywa też różniczkowy przekrój czynny w funkcji energii wychodzącej cząstki {\displaystyle \mathrm {d} \sigma /\mathrm {d} E.} Jest to przekrój czynny na zderzenie, w wyniku którego wychodząca cząstka ma energię leżącą pomiędzy {\displaystyle E} a {\displaystyle E+\mathrm {d} E.} Funkcja ta opisuje więc widmo energii cząstek wychodzących po zderzeniu.

### Przykład 1 – różniczkowy przekrój czynny na rozpraszanie geometryczne światła na lustrze-okręgu
Dla uproszczenia rozważmy rozpraszanie wiązki światła jako gęstości równoległych promieni w ramach optyki geometrycznej na płaszczyźnie od koła o promieniu {\displaystyle r} o idealnie odbijającym brzegu. Odpowiednikiem trójwymiarowym będzie zatem trudniejsze rozpraszanie światła latarki lub lasera od lustrzanej kuli np. kulki od łożyska mechanicznego. Jednostką przekroju czynnego w jednym wymiarze będzie jednostka długości np. metr. Niech {\displaystyle \alpha } będzie kątem między promieniem światła i promieniem łączącym punkt odbicia promienia światła ze środkiem okręgu lustra. Wtedy przyrost elementu długości prostopadłego do wiązki światła wyraża się względem tego kąta
{\displaystyle dx=r\cos \alpha d\alpha .}
Kąt odbicia się promienia względem promienia padającego wynosi wtedy {\displaystyle 2\alpha ,} a kąt rozpraszania
{\displaystyle \theta =\pi -2\alpha .}
Energia lub liczba fotonów odbita z wiązki światła o natężeniu lub gęstości fotonów {\displaystyle I} na długości {\displaystyle dx} wynosi
{\displaystyle Id\sigma =Idx(x)=Ir\cos \alpha d\alpha =I{\frac {r}{2}}\sin(\theta /2)d\theta =I{\frac {d\sigma }{d\theta }}d\theta .}
Różniczkowy przekrój czynny wynosi zatem {\displaystyle (d\Omega =d\theta )}
{\displaystyle {\frac {d\sigma }{d\theta }}={\frac {r}{2}}\sin(\theta /2).}
Jak widać z zachowania funkcji sinus wielkość ta ma maksimum dla czołowego rozpraszania wstecznego {\displaystyle (\theta =\pi )} (światło odbija się prostopadle i powraca wstecz), a zerowe minimum dla rozpraszania na krawędzi koła na wprost {\displaystyle (\theta =0)} i potwierdza to intuicyjne przewidywania ze lustrzane koło działa jak soczewka rozpraszająca a cienka wiązka padająca rozrzedza się tym bardziej im bliżej jest jego krawędzi względem kierunku padania. Całkowity przekrój czynny można uzyskać sumując (całkując) przekrój różniczkowy po całym zakresie kątów:
{\displaystyle \sigma =\int _{0}^{2\pi }{\frac {d\sigma }{d\theta }}d\theta =\int _{0}^{2\pi }{\frac {r}{2}}(\sin \theta /2)d\theta =-r\cos(\theta /2){\bigg |}_{0}^{2\pi }=2r}
a więc tyle ile lustro kołowe zasłania całkowicie przestrzeń dwuwymiarową dla wiązki światła. W trzech wymiarach dla lustrzanej kuli o promieniu {\displaystyle r} będzie więc on wynosił {\displaystyle \sigma =\pi r^{2}.}

### Przykład 2 – różniczkowy przekrój czynny na rozpraszanie geometryczne światła na lustrzanej kuli
Używając wyników z Przykładu 1 możemy teraz policzyć różniczkowy przekrój czynny na rozpraszanie światła od doskonale odbijającej kuli w trzech wymiarach przestrzennych.
Oznaczmy teraz promień kuli jako {\displaystyle a.} Sparametryzujmy płaszczyznę prostopadłą do padającego światła współrzędnymi cylindrycznymi {\displaystyle r} and {\displaystyle \phi .} Na podstawie relacji z poprzedniego przykładu w każdej płaszczyźnie zawierającej promień padający i odbity możemy zapisać:
{\displaystyle r=a\sin \alpha ,}
{\displaystyle dr=a\cos \alpha d\alpha .}
podczas gdy element powierzchni padania jest dany przez
{\displaystyle d\sigma =dr(r)\times rd\phi ={\frac {a^{2}}{2}}\sin(\theta /2)\cos(\theta /2)d\theta d\phi }
Używając relacji dla kąta bryłowego we współrzędnych sferycznych:
{\displaystyle d\Omega =\sin(\theta )d\theta d\phi }
oraz tożsamości trygonometrycznej dla kąta podwojonego:
{\displaystyle \sin(\theta )=2\sin(\theta /2)\cos(\theta /2)}
otrzymujemy
{\displaystyle {\frac {d\sigma }{d\Omega }}={\frac {a^{2}}{4}},}
podczas gdy całkowity przekrój czynny wynosi, jak to przewidzieliśmy z dwóch wymiarów,
{\displaystyle \sigma =\oint _{4\pi }^{}{\frac {d\sigma }{d\Omega }}d\Omega =\pi a^{2},}
a więc tyle ile rzut kuli na płaszczyznę (koło) zasłania całkowicie przestrzeń dla padającego światła, tzn. tyle ile wynosi jego pole powierzchni. Wyniki te więc również zgadzają się z wynikami na rozpraszanie elastyczne fotonu jako pocisku o zerowym promieniu na kuli o promieniu {\displaystyle a.}

## Jednostki
Przekrój czynny ma wymiar pola powierzchni. W układzie SI jednostką przekroju czynnego jest więc metr kwadratowy. Dla zastosowań w opisie zjawisk mikroskopowych jest to jednak jednostka zbyt duża. Dlatego w fizyce jądrowej i fizyce cząstek elementarnych przekroje czynne wyraża się zwykle w barnach (b), 1b = 10−28m² i jednostkach pochodnych: milibarnach, mikrobarnach itd.